# Гептамерон
«Гептамеро́н» (фр. L'Heptaméron, от греч. έπτά «семь», ἡμέρα «день» — букв. «Семидневник») — собрание семидесяти двух новелл французской писательницы и принцессы, королевы Наварры Маргариты Наваррской.

## История
Сборник написан под влиянием «Декамерона» Боккаччо. Принято считать, что Маргарита начала работать над сборником около 1542 года (отдельные рассказы могли быть написаны гораздо раньше) и пополняла состав новелл до последних лет жизни. «Пролог» (вступительный рассказ) был написан позже, во время пребывания королевы Наваррской на водах в Котерэ в 1546 г. В своих «Жизнеописаниях знаменитых французских женщин» Пьер Брантом сообщает о Маргарите Наваррской следующее: «Она сочиняла свои новеллы, или большинство из них, путешествуя по своим землям в носилках, так как у неё было много дел, хотя она и удалилась от света. Мне рассказывала об этом бабушка; она, будучи придворной дамой, постоянно находилась в носилках рядом с королевой и держала её чернильницу; королева писала так легко и быстро, как будто ей диктовали эти новеллы».
Сборник должен был, как и у Боккаччо, состоять из ста новелл, но остался незаконченным. Самые полные рукописи содержат 72 новеллы, и повествование обрывается посреди восьмого дня. Некоторые черновики Маргариты дают основания думать, что фактически было написано больше рассказов, однако несколько последних новелл могли быть не найдены.
Впервые сборник был напечатан Пьером Боэтюо в 1558 г., через девять лет после смерти Маргариты. Издание вышло под заголовком «Истории счастливых любовников» («L’histoire des amants fortunés») без указания имени автора. Оно состояло всего из 67 новелл, расположенных без разделения на «дни» и в произвольном порядке.
Второе печатное издание 1559 г., осуществлённое Клодом Грюже, содержало уже 72 новеллы. Их распределение по «дням» соответствовало самым авторитетным спискам. В издании Грюже, озаглавленном «Гептамерон», раскрывалось имя автора. Дальнейшую жизнь сборник вёл уже под этим названием. В ряде мест второго издания текст по цензурным мотивам был сильно изменён или сокращён, в некоторых случаях сняты собственные имена персонажей новелл. Резко антиклерикальные, антимонашеские одиннадцатая, сорок четвёртая и сорок шестая новеллы заменены другими. Причём их происхождение неясно — ни в одной рукописи текстов этих трёх новелл нет. С равной вероятностью предполагается, что они написаны либо самой Маргаритой Наваррской, либо Грюже, либо неизвестным автором. Впервые полная, без идеологических купюр, версия вышла только в 1853 г.
Книга имела большой успех у публики. Она не только печаталась — известно пятнадцать списков «Гептамерона», созданных в XVI столетии. Маргарита достоверно и проницательно описала нравы высшего общества своего времени, отстаивая в то же время гуманистический идеал человеческой личности.

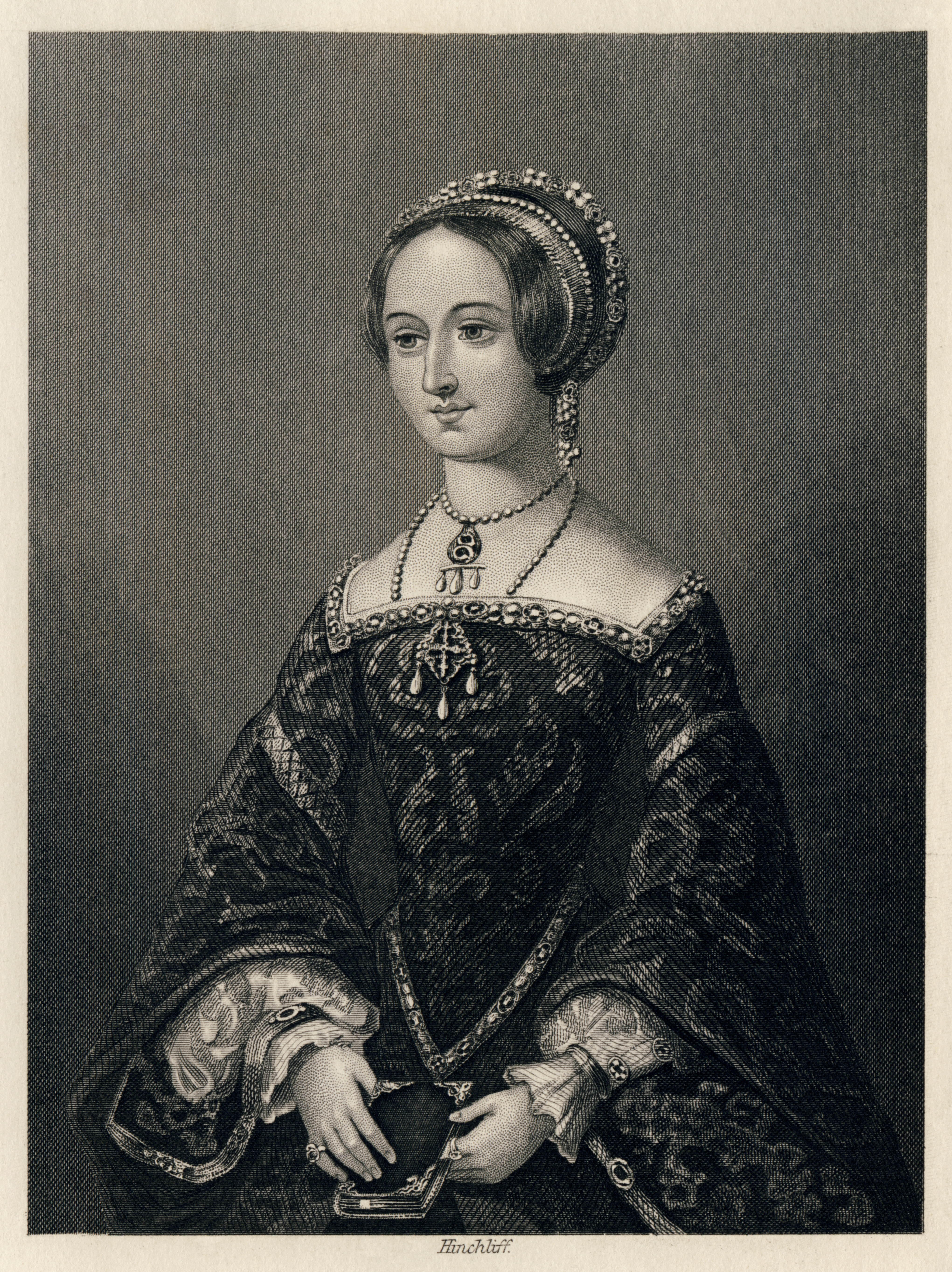
Портрет Маргариты Наваррской в издании «Гептамерона» 1864 года

## Содержание

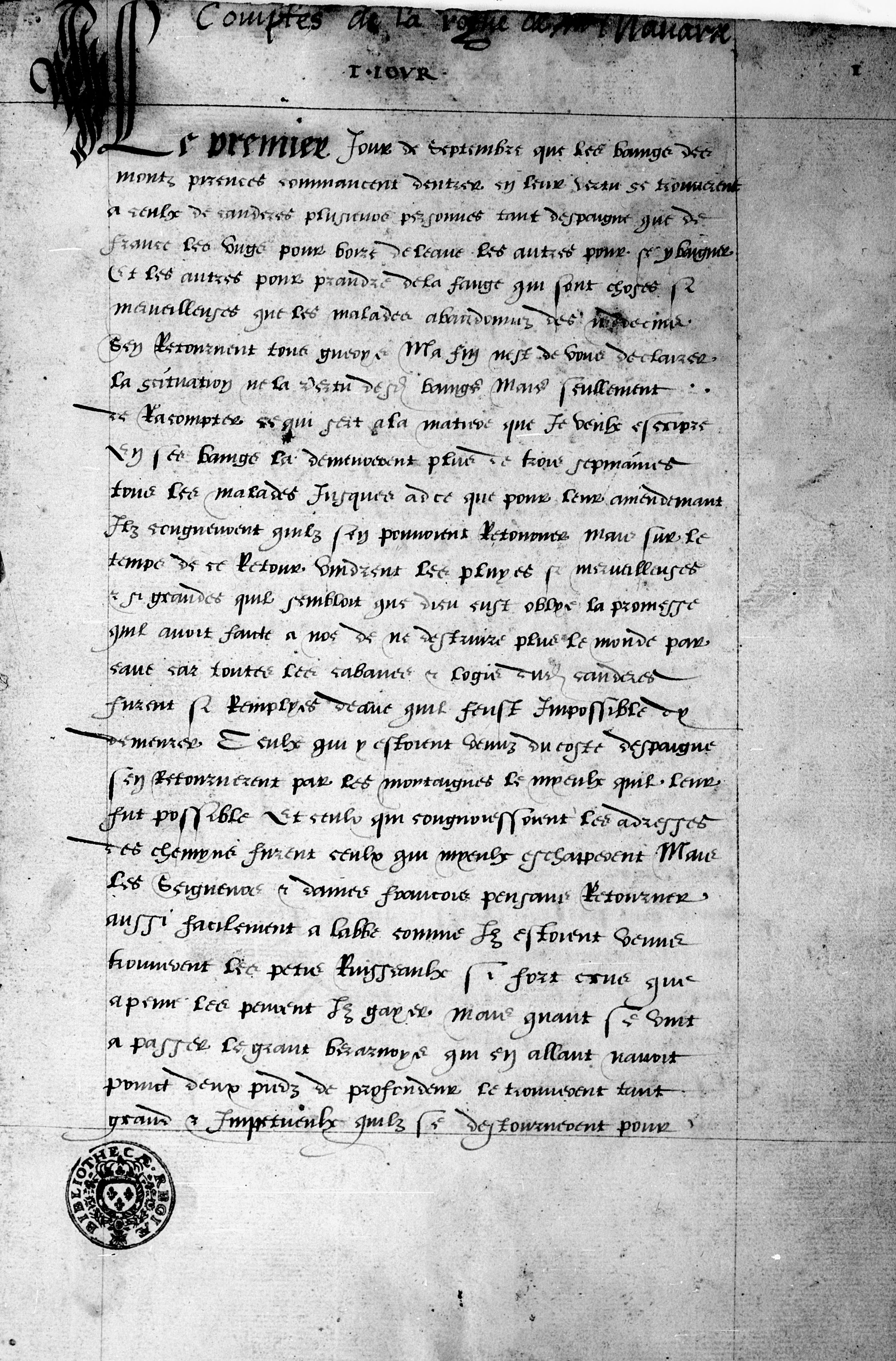
«Полное собрание сочинений королевы Наваррской». Первая страница рукописи Ms Fr 1511. Национальная библиотека Франции

Как и у Боккаччо, книга представляет собой сборник рассказов, которые пять мужчин и пять женщин, волей случая временно изолированные от мира, для развлечения рассказывают друг другу. Каждый «день» сборника (кроме незаконченного восьмого) состоит из десяти рассказов, объединяемых общей темой. Маргарита подчеркивает, что, в отличие от «Декамерона», в её книге собраны только подлинные истории, происходившие в реальной жизни. Однако этот принцип не всегда выдерживается последовательно: ряд новелл имеют обработанные королевой литературные первоисточники. Как и у Боккаччо, книга открывается развёрнутым вступлением, призванным вывести персонажей на сцену и объяснить, как и почему они стали рассказывать новеллы.
Беседы кавалеров и дам, от имени которых ведутся рассказы, занимают примерно четверть объёма книги и представляют не меньший интерес, чем сами новеллы — психология рассказчиков раскрыта куда обстоятельнее, чем у Боккаччо. В этих учтивых и вместе с тем очень живых диалогах заметно влияние «Книги о Придворном» Кастильоне. Это «обрамление» в значительной степени используется автором для подведения морали рассказанной новеллы и проповеди своих этических взглядов.
При всём разнообразии сюжетов, основное место в «Гептамероне» занимают любовные истории, причём любовь трактуется в духе неоплатонизма. Характерная для некоторых из рассказанных Маргаритой любовных историй трагическая интонация предваряет прозу конца XVI — начала XVII веков. «Гептамерон» не просто сборник новелл в обычном смысле, он трансформирует средневековую традицию цикла анекдотов и сатир. В какой-то мере книга является переходной формой к любовно-психологической повести.

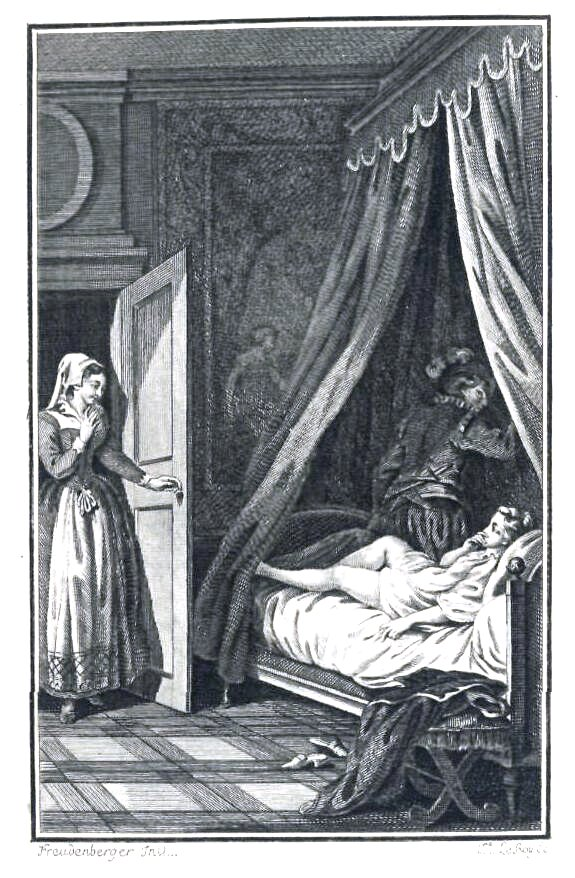
Иллюстрация к изданию 1894 года

## Персонажи
В книге фигурируют десять рассказчиков. Принято считать, что прототипы рассказчиков — близкие Маргариты: её второй муж Генрих д’Альбре (Иркан), её мать Луиза Савойская (Уазиль), а саму себя писательница, возможно, запечатлела в образе Парламанты. Имена многих персонажей являются анаграммами имён их возможных прототипов.
Список персонажей и их вероятных прототипов:
- Уазиль — Луиза Савойская
- Иркан — Генрих д’Альбре
- Парламанта — Маргарита Наваррская
- Лонгарина — Эме Мотье де Лафайет, госпожа де Лонгре, жена Франсуа де Сийи (погиб в 1525 г. в битве при Павии)
- Дагусен — Никола Дангю, аббат Жюйи и Сен-Савена в Тарбе, епископ Сейский
- Сафредан — Жан де Монпеза, муж Франсуазы де Фимаркон
- Номерфида — Франсуаза де Фимаркон, жена Жана де Монпеза
- Жебюрон — сеньор де Бюри (1492—1565), королевский наместник в Гиени
- Эннасюита — Анна де Вивонн (ок. 1500—1557), жена барона де Бурдейль, мать Брантома, придворная дама Маргариты Наваррской
- Симонто — барон Франсуа де Бурдейль (ок. 1485 — после 1546), сенешаль Пуату, муж Анны де Вивонн.

Возможно также, что Маргарита изобразила саму себя в нескольких ипостасях. Так, в образе Лонгарины исследователи находят черты молодой Маргариты в пору её вдовства, Парламанта — она же в расцвете сил, Уазиль, «женщина пожилая и умудрённая опытом», — автопортрет писательницы в конце жизни.
Рассказчики — люди разного возраста, характера и взглядов, но все принадлежат к высшему обществу. Образ каждого более или менее индивидуализирован. Все они имеют свою историю, которую можно восстановить по их репликам при обсуждении новелл, да и самим новеллам. По ходу действия между рассказчиками завязываются и развиваются определённые взаимоотношения. Наиболее яркая фигура — Парламанта, именно она центр обсуждения рассказываемых историй. Большое внимание уделено её отношениям с мужем, Ирканом. Под внешней насмешливостью, напускной холодностью Парламанты прячется несчастная супруга. Ветреный человек, скептик и гедонист, Иркан постоянно демонстрирует любовь к ней, но на самом деле оставляет чувства жены без ответа.
Накладывая на себя обязательство рассказывать только подлинные истории, Маргарита ограничивает себя в отборе сюжетов новелл и социального круга персонажей. Многие рассказы повествуют о событиях придворной жизни, которые происходили с родными и близкими Маргариты либо были им приписаны. Одним из героев рассказов о любовных похождениях порою становится брат Маргариты, известный ловелас король Франциск I.

## «Гептамерон» в литературе
«Гептамерон» оказал большое влияние на стиль и манеру Брантома. Его детство прошло при дворе Маргариты Наваррской, и в своих воспоминаниях он часто непосредственно ссылается на книгу Маргариты, иногда раскрывая инкогнито её персонажей. Так, он утверждал, что Маргарита изобразила себя под именем рассказчицы Парламанты и как безымянную принцессу, героиню четвёртой новеллы.
Десятая новелла (о Флориде и Амадуре) послужила одним из источников романа мадам де Лафайет «Принцесса Клевская».
Оноре де Бальзак, по всей видимости, использовал двадцать шестую новеллу (о сеньоре д’Аванне) в романе «Лилия долины».

## Публикации текста
- Маргарита Наваррская. Гептамерон / Перевод А. М. Шадрина ; статья и примечания З. В. Гуковской ; ответственный редактор И. Н. Голенищев-Кутузов. — Л. : Наука (ленинградское отделение), 1967. — 420 с. — (Литературные памятники / председатель редколлегии серии Н. И. Конрад). — 50 000 экз.

Издание с приложением пяти ранее не публиковавшихся новелл, в переводе И. Г. Русецкого:
- Маргарита Наваррская. Гептамерон / Перевод А. М. Шадрина, общая редакция, вступительная статья и комментарии А. Д. Михайлова. — М.: Республика, 1993. — 431 с. — (Новелла Возрождения). — 75 000 экз. — ISBN 5-250-01986-2.